# Тин Цзинъяо
Тин Цзинъя́о (англ. Tin Jingyao; род. 13 июля 2000) — сингапурский шахматист, гроссмейстер (2022). Чемпион Сингапура (2016, 2017, 2018, 2019, 2020), в 2021 году занял 2-е место, в 2022—2023 годах поделил 2-4 места.
В составе сборной Сингапура — участник олимпиады 2014 (4-я доска, +5-4=1), олимпиады 2016 (3-я доска, +3-3=3) и олимпиады 2022 (1-я доска, +5-1=4).

## Биография
Начал играть в 8 лет, увидев шахматную доску на мониторе у своей тёти. Сначала занимался самостоятельно, позже — в сингапурских шахматных клубах. Тренерами были Луис Чонг Закариас Ромеро, Саидали Юлдашев и Андрей Квон.
Талант Тин Цзинъяо проявился достаточно быстро. В 2010 году поделил 1-2 места с Табатабаем Амином на чемпионате АСЕАН до 10 лет, выиграв единственную для Сингапура золотую медаль. Участвовал в сеансе одновременной игры, который провёл Гарри Каспаров. В том же году получил звание мастера ФИДЕ в возрасте 11 лет.
В 2011 году сыграл во взрослом зональном чемпионате Азии, набрав 3½ очка из 9.
Занял 9-е место на сильном HD Bank Cup 2016.
В 2021 году на чемпионате Азии по гибридным шахматам разделил 1-2 места с Вохидовом Шамсиддином. Прошёл квалификацию на Кубок мира 2021: в 1-м раунде проиграл Тимуру Гарееву на тай-брейке.
Тин Цзинъяо пригласили на турнир в Сингапуре, в котором он занял чистое 1-е место.
В конце 2022 года сыграл на чемпионате мира по рапиду и блицу. Раздёлил 1-3 места на опен-турнире в Сан-Бой-де-Льобрегате, но на тай-брейке проиграл Табатабаю Амину. Во время турнира он победил Ханса Ниманна, чем также произвёл фурор.
На Кубке мира 2023 выбил в 1-м раунде Владимира Баклана, во 2-м — сенсационно обыграл Шахрияра Мамедярова, в 3-м раунде уступил Расмусу Сване. На зональном чемпионате Азии 2023 занял 6-е место. Участник Sharjah Masters 2023.
В 2024 году на сильном опен-турнире в Теплице разделил 1-3 места с Максом Вармердамом и Александром Донченко. На командном чемпионате мира по рапиду и блицу за Theme International Trading играл на 1-й доске.
За карьеру сыграл более чем в 200 региональных и международных турнирах.
3 гроссмейстерские нормы выполнил на турнирах:
- Чемпионат АСЕАН до 20 лет (2015 — золото)[38];
- 31-е игры Юго-Восточной Азии (Ханой, 2022 — 2-3 места)[39];
- Hanoi GM/IM (Ханой, 2022 — золото, отрыв 2½ очка от 2-го места)[40].

Учился в Национальном университете Сингапура.